# Голдобин, Михаил Фёдорович
Голдобин Михаил Фёдорович (26 июня 1887 года, Кунгур, Российская империя — 6 сентября 1960 года, Магнитогорск, СССР) — советский инженер-металлург, специалист в области непрерывной разливки стали.
В годы шестой пятилетки на Бежицком сталелитейном заводе ввели в действие первую и тогда единственную в мире горизонтально-наклонную машину непрерывной разливки стали, разработанную Голдобиным.

## Биография
Родился в Кунгуре 26 июня 1887 года в семье, где было 14 детей.
Окончил кунгурский машиностроительный техникум и поступил работать в Баранчинский завод Гороблагодатского горного округа, где по 1913 год был в должности заведующего Снарядно-литейного цеха. После февральской революции 1917 года покинул завод и переехал в Томск — там работал в конструкторское бюро АО «Копикуз». Затем отправился на Кемеровский рудник, где в апреле 1921 года был арестован со всем административным персоналом, но за отсутствием вины был вскоре освобожден. После этого перешёл работать на Прокопьевский рудник механиком, а в 1923 году перевёлся главным механиком Гурьевского завода. Здесь в 1926 году занимал должность главного инженера, однако в этом же году вернулся на Урал и работал главным энергетиком Кушвинской районной электростанции.
В 1929 году Голдобин оказался на «Кузнецкстрое», куда приехали многие одарённые и энергичные люди. Здесь он познакомился с И. П. Бардиным и проработал с ним на Кузнецком металлургическом комбинате (КМК) до начала войны Великой Отечественной войны. В это время М. Ф. Голдобин вместе с своими коллегами некоторое время находился в командировке в США для закупки и заказов оборудования и заключения договоров о технической помощи.
Некоторое время работая на Гурьевском металлургическом заводе в 1936 году провёл непрерывную разливку чугуна.
C началом войны, 7 июля 1941 года, Голдобин перешёл работать в Московский институт машиностроения, а в октябре этого же года, находясь в эвакуации, был назначен на должность начальника экспериментальных мастерских Уральского филиала Академии Наук. С июня 1943 года он — главный инженер проекта Прокатного отдела «Стальпроекта» Народного комиссариата чёрной металлургии. Затем, с октября 1943 года и до выхода на пенсию в январе 1958 года, Михаил Фёдорович работал на заводе «Серп и молот».
Позже временно в течение двух месяцев проработал руководителем группы ЦНИИ Чермета, затем переехал на родину, где умер 6 сентября 1960 года. Похоронен на Левобережном кладбище Магнитогорска.

### Научная деятельность
«…В СССР существует машина для непрерывной разливки, сконструированная изобретателем тов. Голдобиным. Уже первый опытный образец этой машины дал при испытании вполне удовлетворительные результаты, хотя и выявились некоторые конструктивные дефекты. В настоящее время построена новая, более совершенная модель, которая в работе даёт ещё лучшие результаты».

Хотя работы по бесслитковой прокатке стали проводились в те годы и за границей (в частности, в США), приоритет в изобретении МНЛЗ принадлежит СССР. В настоящее время в отделе технического обучения бывшего Кузнецкого металлургического комбината среди портретов заводских изобретателей и рационализаторов висит и портрет Михаила Федоровича Голдобина.

## Награды
- Указом Верховного Совета СССР от 26.03.1939 года Голдобина «за проявленные образцы Стахановской работы на Кузнецком металлургическом заводе им. т. Сталина» наградили орденом Трудового Красного Знамени.